# Mesquita Saatli
La Mesquita Saatli (en àzeri: Saatlı məscidi) és una mesquita de Susa.

## Història

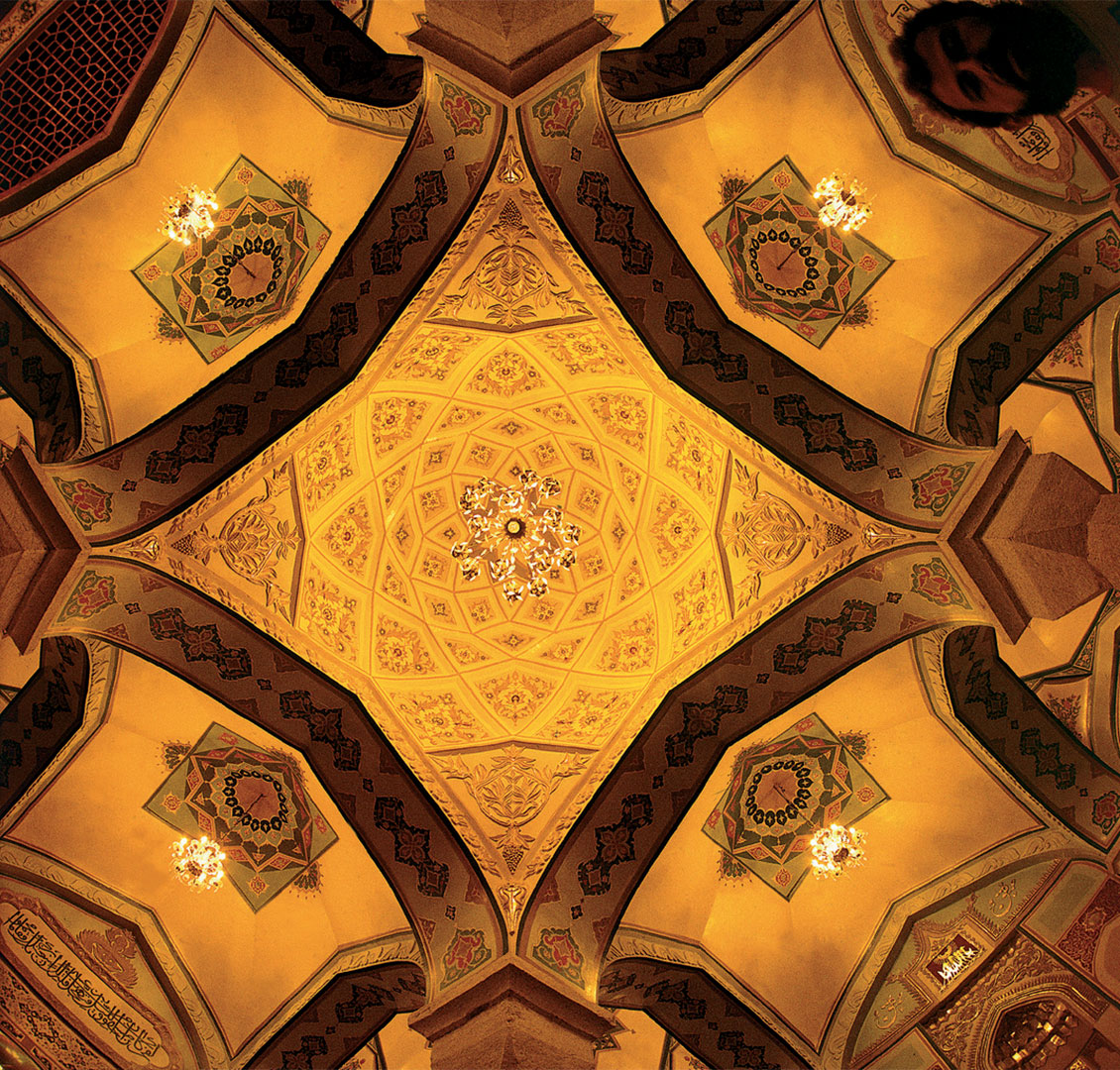
El sostre de la mesquita

La Mesquita Saatli, la va construir el 1883 l'arquitecte d'Azerbaidjan Karbalayi Safikhan Karabakhi. La mesquita té una sala de pregària de tres naus i dos minarets de rajola amb una decoració estampada específica de l'arquitectura de Karabakh.
El 8 de maig del 1992, després de la captura de Şuşa per les forces armènies, la mesquita va deixar de funcionar. El 8 de novembre del 2020 les forces d'Azerbaidjan prengueren el control de Susa. El 14 de gener del 2021, el president d'Azerbaidjan, Ilham Alíev, i la primera dama Mehriban Aliyeva van visitar Susa i la Mesquita Saatli, hi pregaren i hi van presentar l'Alcorà portat de la Meca a la mesquita.